# Гороркор
Гороркор (англ. Horrorcore) — жанр хіп-хопу, тематика пісень та образи якого навіяні фільмами жахів. Хоча жанр не дуже популярний, релізи деяких виконавців користуються попитом на мейнстримовій сцені.

## Історія
Стилістичні витоки гороркору прослідковуться на дебютному альбомі гурту Geto Boys Making Trouble, який містить похмурий та жорстокий трек «Assassins». Violent J, учасник групи Insane Clown Posse, у своїй автобіографії Behind the Paint назвав пісню першим зразком гороркору. Репер стверджує, що Geto Boys продовжили розвивати жанр на наступній другій платівці Grip It! On That Other Level, зокрема в піснях «Mind of a Lunatic» та «Trigga-Happy Nigga». Дебютний альбом Ganksta N-I-P The South Park Psycho (1992) містить композицію «Horror Movie Rap», на якій використано семпл із саундтреку стрічки 1978 року Гелловін. Перший сингл репера Big L «Devil's Son», записаний у 1993, також відносять до цього жанру. Дебютні студійні платівки гурту Insane Poetry Grim Reality (1992) та Boomin' Words from Hell (1989) репера Esham містили тексти пісень з елементами жахів. Натомість за Кулом Кейтом, саме він «винайшов гороркор». Термін став популярним 1994 року після виходу альбомів гуртів Flatlinerz U.S.A. (Under Satan's Authority) та Gravediggaz Niggamortis (випущений у США під назвою 6 Feet Deep). Студійну платівку Brotha Lynch Hung Season of da Siccness (1995) також вважають чинником, що відіграв важливу роль у становленні стилю.
У цілому жанр не популярний серед слухачів мейнстриму; проте такі виконавці як Insane Clown Posse, Twiztid та Necro продають значну кількість копій своїх релізів. Жанр процвітає в інтернет-культурі. Щорічно у Детройті проводять «супершоу» Wickedstock. Починаючи з 2003, кожного Геловіну виконавці гороркору збираються онлайн і видають безплатну компіляцію Devilz Nite. За інформацією січневого документального фільму BBC 2004 року Андеґраундні Сполучені Штати, жанр «має велику кількість прихильників на території США» і «поширюється Європою».
Журнал Spin попросив Violent J з гурту Insane Clown Posse назвати найкращі, на його думку, пісні у цьому стилі. Той згадав «What's on My Mind» The Dayton Family, «Mr. Ouija» Bone Thugs-N-Harmony та «Billie Jean 2005» Necro.

## Особливості
Гороркор — жанр хіп-хопу, тексти якого головним чином зосереджено на темах канібалізму, суїциду та вбивства. Слова часто написано під впливом фільмів жахів. Репер Mars якось заявив: «Якщо взяти творчість Стівена Кінґа та Веса Крейвена і покласти її на хіп-хоп-біт, це й буду я». У 1995 Entertainment Weekly описав гороркор як «суміш хардкор-репу та кровожерливого металу». Дехто називає жанр «дез-репом» через подібність тематики текстів гороркору та дез-металу.

## Яскраві представники
- Big L
- Blaze Ya Dead Homie[15][16]
- Brotha Lynch Hung[17]
- Cage
- D12
- Esham[4][18]
- Flatlinerz
- Ganksta N-I-P
- Geto Boys
- Gravediggaz
- Insane Clown Posse
- Insane Poetry
- King Gordy[19]
- Kool Keith
- Kung Fu Vampire[20]
- Mars[21]
- Necro[22]
- Prozak[23]
- Twiztid[24]